# Giovanni Battista Piccioli

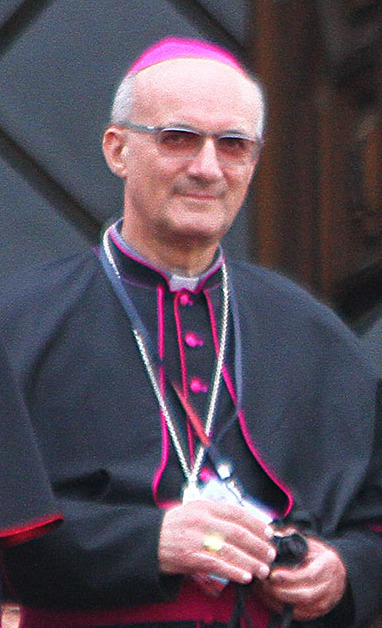
Giovanni Battista Piccioli (2015)

Giovanni Battista Piccioli (* 10. Juli 1957 in Erbusco, Provinz Brescia) ist ein italienischer Geistlicher und war bis zu seinem Rücktritt ernannter römisch-katholischer Bischof von Daule.

## Leben
Empfing am 12. Juni 1982 das Sakrament der Priesterweihe.
Am 26. Oktober 2013 ernannte ihn Papst Franziskus zum Titularbischof von Patara und bestellte ihn zum Weihbischof in Guayaquil. Die Bischofsweihe spendete ihm der Erzbischof von Guayaquil, Antonio Arregui Yarza, am 8. Februar des folgenden Jahres. Mitkonsekratoren waren der Erzbischof von Portoviejo, Lorenzo Voltolini Esti, und der Apostolische Nuntius in Ecuador, Erzbischof Giacomo Guido Ottonello.
Papst Franziskus ernannte ihn am 2. Februar 2022 zum ersten Bischof von Daule. Noch vor Amtsantritt bot Piccioli seinen Rücktritt an, den der Papst am 17. März 2022 annahm und Luis Gerardo Cabrera Herrera OFM zum Apostolischen Administrator bestellte.